# 谢尔盖·霍多斯
谢尔盖·维克托罗维奇·霍多斯（俄语：Сергей Викторович Ходос，1986年7月14日—），俄罗斯男子击剑运动员，2017年世界击剑锦标赛男子重剑团体铜牌得主、2018年世界击剑锦标赛男子重剑团体铜牌得主、2020年夏季奥林匹克运动会男子重剑团体银牌得主。